# Oxyprosopus fulgens
Oxyprosopus fulgens là một loài bọ cánh cứng trong họ Cerambycidae.